# Pre-mRNA
Pre-mRNA är nytranskriberat mRNA som ännu inte genomgått de post-transkriptionella förändringarna, nämligen bortklippning av intronsekvenser och polyadenylering. För att RNA-molekylen ska kunna få identiteten "pre-mRNA" måste den förses med en kåpa på 5’-änden. Detta skyddar den mot nedbrytning.